# Martinschlössl

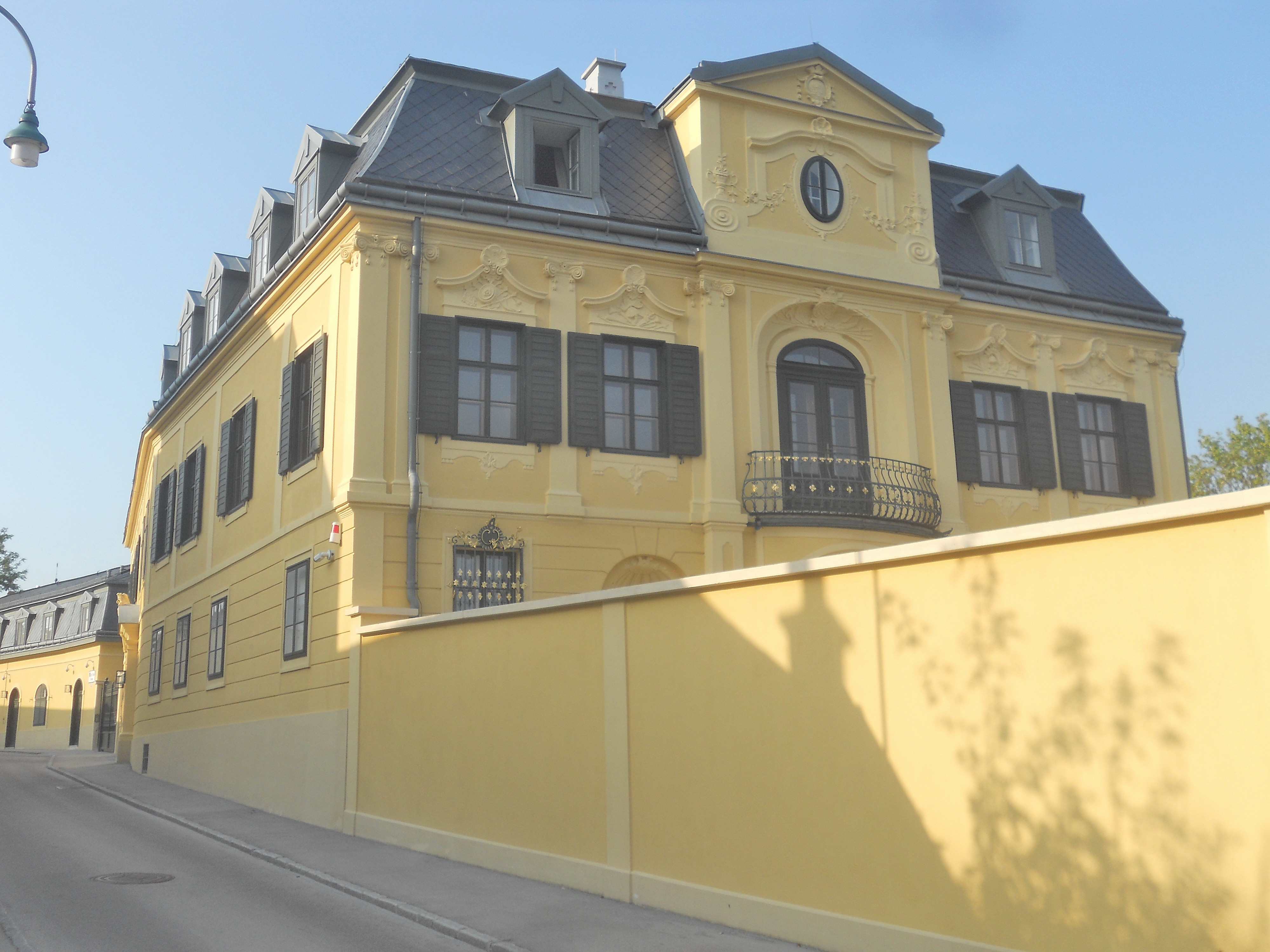
Martinschlössl in der Martinstraße

Das Martinschlössl steht in der Martinstraße 34 und 36 in der Stadtgemeinde Klosterneuburg im Bezirk Tulln in Niederösterreich. Der Schlosskomplex steht unter Denkmalschutz (Listeneintrag).

## Geschichte
Der Schlosskomplex wurde 1766 unter Ludwig Freiherr von Ripke mit Einbeziehung von zwei Bürgerhäusern erbaut. Von 1857 bis 1869 wurde zur Donau abfallend ein Ziergarten angelegt. 1869 erfolgten weitere bauliche Adaptierungen. In der Zwischenkriegszeit erfolgten mit dem Architekten und Baumeister Josef Schömer Um- und Zubauten.
1851 wohnte der Maler August Pettenkofen im Schloss. Die singende „Trapp-Familie“ hatte hier ihren Wohnsitz (Film „Sound of music“). Im 20. Jahrhundert wurde das Schloss als Hotel genutzt; derzeit ist es in Privatbesitz.

## Architektur
Der Schlosskomplex hat ein- und zweigeschoßige Nebentrakte in einer Umfassungsmauer mit einem weitläufigen Park. Beim zur Donau abfallenden Ziergarten besteht vom Ehrenhof zum Garten eine Freitreppe mit Steingussschalen. Weiters gibt es einen Brunnenpavillon unter einem Mansarddach aus 1920.
Das Haus Nr. 34 ist eine dreiseitige zweigeschoßige Anlage unter einem Mansarddach, der Straßen- und Südostflügel besteht teils im Kern aus dem 18. Jahrhundert, teils aus dem 19. und 20. Jahrhundert. Die leicht geknickte Straßenfront zeigt sich in neobarocken Formen. Das pilastergerahmte Portal aus 1869 zeigt das Wappen von Andreas Freiherr von Gredler. Die Hauptfront zum Park hat mittig einen einachsigen Risalit unter einem giebelgekrönten Dacherker, ebenerdig besteht ein Altanenvorbau zwischen rundbogigen Muschelnischen, am Obergeschoß zeigen reiche Fensterverdachungen und ionische Pilastergliederung. Die Hoffronten sind in reduzierter Form gestaltet und haben teils schmiedeeiserne Fenstergitter. Der Nordostflügel ist bedingt durch das Gelände dreigeschoßig. Die Hofterrassen sind durch Steinbalustraden über Blindarkaden gegliedert.
Das Gebäudeinnere ist vielfach durch Adaptierungen zu einem Hotel geprägt. Im südwestlichen Straßenflügel gibt es erhaltene Stichkappentonnen und Kreuzgratgewölbe aus dem 18. Jahrhundert. Es gibt kleines neobarockes Stiegenhaus. Im Obergeschoß des südöstlichen Traktes bestehen vergoldete Stuckdecken, Kachelöfen, und Fensternischen und Türflügel in Rokokoformen.
Das Haus Nr. 36 ist ein im 19. Jahrhundert erbauter hakenförmiger eingeschoßiger ehemaliger Stall- und Remisentrakt unter einem Mansarddach mit historistischer Hoffassade. Im Norden besteht ein eigener Wasserturm.